# Joanna Stone
Joanna "Jo" Stone, verh. Joanna Stone-Nixon, (* 4. Oktober 1972 in London) ist eine ehemalige australische Speerwerferin.

## Werdegang
1994 wurde die in England aufgewachsene Stone australische Meisterin im Speerwurf und belegte im selben Jahr bei den Commonwealth Games in Victoria den vierten Rang. Bei den Leichtathletik-Weltmeisterschaften 1995 in Göteborg wurde sie Fünfte.
Bei den Leichtathletik-Weltmeisterschaften 1997 in Athen erzielte sie den größten Erfolg ihrer Karriere. Mit persönlicher Bestweite von 68,64 m gewann sie die Silbermedaille hinter Trine Hattestad (68,78 m) und vor Tanja Damaske (67,12 m). Bei ihrem Sieg beim Leichtathletik-Weltcup 1998 in Johannesburg steigerte Stone ihre Bestleistung auf 69,85 m.
Außerdem nahm sie an den Olympischen Spielen 1996 in Atlanta und 2000 in Sydney teil, scheiterte jedoch beide Male in der Qualifikation.
Joanna Stone ist 1,72 m groß und hatte ein Wettkampfgewicht von 63 kg.

## Bestleistungen
- Speerwurf: 64,62 m, 5. August 2000, Runaway Bay
  - alte Bauart (vor 1999): 69,85 m, 11. September 1998, Johannesburg